# Manuel Bertran i Oriola
Manuel Bertran i Oriola (Cardona, Bages, 1901 - Barcelona, 1976) fou un poeta català.
Va néixer a Cardona però ben aviat es traslladà a Barcelona, al barri de Gràcia, on s'educà en una escola laica. De la seva mare, principalment, va rebre la formació religiosa, que es refermà a partir d'una llarga malaltia, i de l'escalf que va trobar a la congregació dels Lluïsos de Gràcia. Autodidacte, començà a escriure cap als 25 anys. Va treballar durant tota la seva vida als Tallers Vulcano de Barcelona, però dedicà el seu temps lliure a l'escriptura. L'any 1929 es casà amb Josefina Tura, també poeta. Tindrien tres fills: Montserrat, Maria i Josep Maria.
Conreà la poesia religiosa en diàlegs i meditacions que denoten una influència de Ramon Llull, Sant Joan de la Creu i la patrística. L'any 1974 fou proclamat Mestre en Gai Saber.

## Obres
- Fantasia gramatical, 1932, Viola d'or i d'argent als Jocs Florals de Lleida
- Ressons de Déu, 1936
- Comunió, 1945
- Cantada de Nadal, 1947
- Quaresma, 1949
- Ciutat de Déu, 1957, premi Ciutat de Barcelona el 1955
- Obra poètica, 2006

Poemes presentats als Jocs Florals de Barcelona
- Moments, 1928
- Barcelona, 1928
- Sonet del riu Llobregat, 1930
- Mal vell, 1930
- Enderrocs, 1931
- Ressons, 1931 i 1932
- Ressons de Déu, 1933
- Jesucrist en mi, 1934, premi de la Viola d'or i d'argent
- Sant Jordi, 1936, 1r accèssit a l'Englantina d'or
- Tres sonets d'ara, 1974, premi de la Viola d'or i d'argent